# Amori (romanzo)
Amori è l'ultimo romanzo della carriera pubblica di scrittore di Carlo Dossi.

## Trama
Amori è considerato l'ultimo romanzo della carriera pubblica di scrittore di Carlo Dossi, anche se l'autore continuerà per un altro ventennio a scrivere opere pubblicate postume.
Nel pieno spirito romantico ottocentesco, ma nel contempo in contrasto con esso, Dossi presenta in questo volume una serie di suoi amori, seppur artefatti sotto il velo dell'ironia e della fantasia che mitigano la realtà. In realtà, a differenza di quanto il titolo possa indurre a pensare, molti di questi amori non sono per donne reali, bensì per il "femminino" che si trova in alcune cose amate dall'autore: amore per la carta della regina di cuori, amore per una Madonna appesa sopra il letto, per Ricciarda, per la figura di una donna impressa su un quaderno, per una marionetta vestita da ballerina, per una pianta di tiglio, per donne reali ma sfiorate appena. Dossi in persona pensò a questo volume come al capovolgimento di un'altra sua opera, La desinenza in A, dove invece gli amori erano stati descritti come reali nella loro passionalità.
Lo stesso Dossi volle che la copertina del volume fosse realizzata in stile giapponese da Luigi Conconi, in omaggio al decadentismo francese ed alla sua passione per l'oriente, come pure la carta con la quale vennero stampate le prime 500 copie venne fatta arrivare appositamente da Parigi ed imitava la classica carta cinese.

## Edizioni
- Carlo Dossi, Amori, Dumolard, 1887.